# Ardisia leucocarpa
Ardisia leucocarpa är en viveväxtart som beskrevs av C.L. Lundell. Ardisia leucocarpa ingår i släktet Ardisia och familjen viveväxter. Inga underarter finns listade i Catalogue of Life.